# Ophikleid
Az ophikleid tölcséres fúvókájú, azaz rézfúvós hangszer, a billentyűs jelzőkürtök családjába tartozik. Bő méretezésű, kúpos furatú teste rézötvözetből készült, a fagotthoz hasonlóan kétrét hajtott. A kromatikus játékot hanglyukak, billentyűk teszik lehetővé rajta. A 19. században volt használatban. Többféle méretben és hangolásban készült, basszus változata a katona- és operai zenekarok fontos hangszere volt, míg a tuba át nem vette a szerepét.
Neve a görög όφις (ophisz) 'kígyó' és κλείδες (kleidész) 'billentyűk' szavakból áll össze. Ennek az a magyarázata, hogy a hangszer a 19. század elején már elavultnak számító, kígyószerűen kacskaringós formájú hangszer, a szerpent leváltása céljából született meg.
A szerpent a 16. század közepén jelent meg a gregorián ének basszusszólamát erősítő hangszerként, de a későbbi századokban a különböző zenekarok általános basszushangszerévé vált. Intonációja bizonytalan, kezelése nehézkes volt, ezért később billentyűkkel is ellátták. 1789-ben Franciaországban létrejött egy fagott-formájú változata (basszuskürt, oroszfagott), de a hangszer eredeti nevére a gyakran sárkányfej formájú hangtölcsér továbbra is utalt. 1800 körül Angliában egy teljesen fémből épült típus is megszületett (angol basszuskürt). 1810 táján Franciaországban az egybillentyűs ophi-monocléide, német földön a már 10 – 12 billentyűvel ellátott kromatikus basszuskürt voltak a kísérletezés újabb állomásai. 
Végül az ophikleidet a párizsi Jean-Hilaire Asté, Halary alkotta meg 1817-ben. Eredetileg három méretben készült, az alt változat (quinticlave) alaphangja F vagy Esz, a basszus, a tulajdonképpeni ophikleid C vagy B hangolású, a kontrabasszus (ophicléide monstre) ez alatt egy kvinttel szólt. 9 – 12 kromatikus billentyűvel készültek, hangterjedelmük három oktáv körüli. Az alt és a kontrabasszus hangszerváltozat hamar feledésbe merült, a basszus ophikleid a 19. század végéig használatban volt.